# Bitva u Rokycan
Bitva u Rokycan či Bitva u Mýta byla válečným střetem mezi českým vojskem tzv. Poděbradské jednoty pod velením zemského správce Jiřího z Poděbrad a vojskem Strakonické jednoty vedené Jindřichem IV. z Rožmberka během politických a náboženských sporů v českých zemích v rámci pozdní fáze husitských válek. Odehrála se 4. června 1450 mezi městy Rokycany a Mýto v západních Čechách a skončila porážkou a ústupem vojska Strakonické jednoty za hradby Plzně.
Specifikem střetu byla skutečnost, že jej nerozhodl přímý střet obou vojsk, krytých vozovou hradbou, nýbrž byl rozhodnut prostřednictvím dělostřelecké palby, což tehdy bylo v rámci pěchotního střetu poměrně unikátním jevem.

## Historické pozadí
24. června 1448 byla na sjezdu v Kutné Hoře založena Poděbradská jednota, politická strana českých kališníků, prosazující do čela politicky rozvrácených Čech šlechtice Jiřího z Poděbrad. Její jádro tvořili členové tzv. východočeského kališnického ladfnýdu, vojenského svazu někdejších husitských bojovníků pod vedeným Hynce Ptáčkem z Pirkštejna, po jehož smrti roku 1444 se do jeho vedení postavil Jiří z Poděbrad. Vojsko Poděbradské jednoty pak 3. září s devítitisícovým vojskem po menších bojích obsadilo Prahu, Poděbrad se ujal správcovství země a byly zahájeny pokusy o rozhovory s dalšími, především katolickými oponenty z řad domácí šlechty.
Jako odpověď na obsazení Prahy vznikla 8. února 1449 Strakonická jednota v čele s pány z Rožmberka. Dne 10. dubna obě strany vyjednaly v Jindřichově Hradci roční příměří. V srpnu 1449 byl pak svolán sněm do Jihlavy, který však skončil bez výsledku. Obě strany jej využily k tomu, aby získaly spojence. Poděbradská jednota si vyjednala podporu braniborských markrabat Albrechta Achilla a jeho bratra Fridricha II., mosbašského falckraběte Oty I. a míšeňského markraběte Viléma, zatímco Strakoničtí získali na svou stranu jeho bratra, saského vévodu Fridricha II.
Záminkou k vypuknutí bojů se stala akce Buriana I. z Gutštejna, který v květnu 1450 zajal jednoho z rožmberských poslů. Vojsko Poděbradů obsadilo 23. května hrad Kostelec nad Sázavou a následně oblehlo Buštěhrad. Obléhání bylo přerušeno zprávou o příchodu strakonického vojska, které se pod velením Jindřicha z Rožmberka blížilo po proudu řeky Berounky směrem od Plzně. Poděbradští, vedeni zemským správcem Jiřím, se od Buštěhradu vydali nepříteli vstříc.

## Průběh bitvy
První si svůj tábor postavila Jednota strakonická, již zastupovali Jan ze Švamberka, Jindřich IV. z Rožmberka, Jan z Hradce a Jan z Ústí. Kališnická protistrana se k Rokycanům přiblížila až v květnu 1450.
Obě armády se k sobě přiblížily 4. června 1450 na dohled od Rokycan nedaleko obce Mýto. Rožmberk nařídil vojsku rozložit formaci na bojové linii chráněné vozovou hradbou a čekal, až nepřítel zaútočí. Vojsko poděbradských po příchodu na bojiště zaujalo stejnou pozici a před pěchotu postavilo vozovou hradbu, vzdálenou maximálně několik set metrů od linie Strakonických. V prostoru mezi oběma nehybnými armádami pak došlo k několika menším střetům jezdeckých oddílů, ani jedna strana se však nechtěla pustit do přímého útoku, který byl proti vozové hradbě náročným manévrem.
Hlavní tíhu střetnutí tak převzaly dělostřelecké baterie umístěné ve střílnách vozové hradby, které začaly mobilní opevnění mezi oběma stranami vytrvale ostřelovat. Zvýšenému výskytu střelných zbraní nahrály okolnosti celého konfliktu: Poděbradská jednota svá děla přivezla od obléhaného Buštěhradu, Rožmberkovo vojsko s sebou tuto výzbroj vezlo patrně především z důvodu záměru obležení Prahy. Vedle obléhacích a polních děl probíhala střelecká výměna prostřednictvím tarasnic či píšťal a patrně též luků a samostřílů.
Při odstřelování nakonec získalo převahu vojsko Jiřího z Poděbrad, kterému se podařilo protivníkovu vozovou hradbu částečně poničit a způsobit mu nezanedbatelné ztráty na lidech. Strakoničtí poté z bitevního pole ustoupili a stáhli se do Plzně. 11. června 1450 byla na Vlčtejně podepsána dílčí mírová smlouva.

## Hodnocení bitvy
Z hlediska pravidel tehdejšího válečnictví bylo střetnutí u Mýta raritním případem středověkého bojového střetu v otevřeném terénu, o jehož výsledku jednoznačně rozhodla složka dělostřelectva, tehdy poměrné nové válečné technologie, primárně využívané při obléhacích operacích. Fakt, že obě strany s sebou vezly dostatek palných zbraní a střeliva, tak nakonec umožnil boj rozhodnout bez toho, aby byla pěchota v otevřeném boji, příp. při útoku proti vozové hradbě vystavena ztrátám. Avšak strakonická strana značně podcenila nepřítelovu výbavu, jelikož Jednota poděbradská měla v dělostřelectvu markantně navrch.
Jiří z Poděbrad u Mýta v pozici zemského správce dosáhl výrazného vojenského a politického úspěchu, který upevnil jeho pozici mezi českou šlechtou a naopak výrazně oslabil vliv Strakonické jednoty. Dne 4. srpna 1450 proběhlo na hradě Kámen u Pacova, jehož majitelem byl v té době Jiřího stoupenec Purkart Kamarét ze Žirovnice, jednání Poděbrada s Jindřichem z Rožmberka. Následně bylo podepsáno příměří. Poděbradská jednota ještě toho roku na podzim odtáhla do Míšeňska.
Poděbrad pak jakožto pozdější král nebyl nucen čelit otevřené vojenské konfrontaci se svými politickými protivníky až do situace po 23. prosinci 1466, kdy papež Pavel II. prohlásil Jiřího za kacíře sesazeného z trůnu a vyhlásil proti kališnickým Čechám křížovou výpravu. To vyvolalo nové boje s katolickým uskupením české šlechty, tzv. Zelenohorskou jednotou, a od roku 1468 také s vykonavatelem papežské klatby[nepřesný odkaz] uherským králem Matyášem Korvínem, což bylo začátkem tzv. česko-uherských válek.